# Pekan Olahraga Nasional

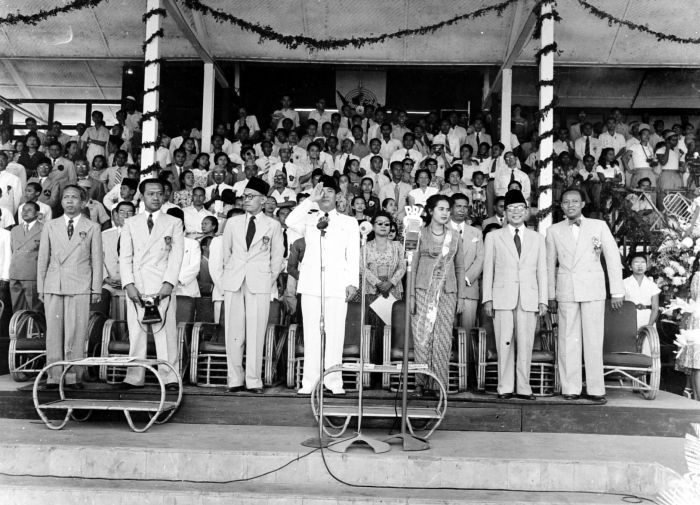
President Soekarno en vicepresident Hatta tijdens de opening van de Nationale Olympische Week (Pekan Olahraga Nasional) te Jakarta in 1951.

Pekan Olahraga Nasional (PON) is Indonesisch voor de Nationale spelen. PON is een vierjarig sportevenement, waarbij sporters uit alle provincies van Indonesië tegen elkaar strijden. Uiteindelijk is één provincie de winnaar van de spelen.

## Geschiedenis
De Indonesische Sports Association (ISI) is opgericht in Jakarta in 1938 met als doel de coördinatie van de bestaande sportverenigingen, waaronder de voetbalbond, te verbeteren. Tijdens de Japanse bezetting van Indonesië van 1942 tot 1945 werden sportactiviteiten gecoördineerd door de Sports Practice Movement. Na de Indonesische onafhankelijkheidsverklaring in 1945 werd in januari 1946 een conferentie gehouden in Surakarta, Midden-Java, die aanleiding gaf tot de oprichting van het Indonesische Olympisch Comité (Kori), met als voorzitter door Sultan Hamengkubuwono IX.
Indonesië was niet in staat deel te nemen aan de Olympische Spelen van 1948, omdat de onafhankelijkheid van Indonesië nog niet was erkend en Indonesië geen lid was van het Internationaal Olympisch Comité. Bij een conferentie in Surakarta op 1 mei 1948 werd besloten om de eerste Nationale Spelen te organiseren, van 8 tot en met 12 september 1948.

## Edities

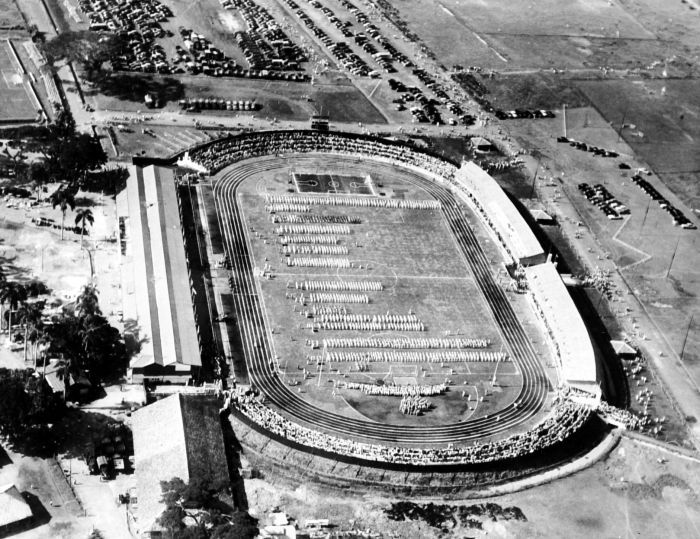
Luchtfoto van het stadion waarin de opening van de Nationale Olympische Week (Pekan Olahraga Nasional) (in 1951) te Djakarta plaatsvindt.

| Editie | Jaar | Stad      | Provincie       | Datum                          | Winnaar     |
| ------ | ---- | --------- | --------------- | ------------------------------ | ----------- |
| I      | 1948 | Surakarta | Midden-Java     | 8–12 september 1948            | Midden-Java |
| II     | 1951 | Jakarta   | Jakarta         | 21–28 oktober 1951             | West-Java   |
| III    | 1953 | Medan     | Noord-Sumatra   | 20–27 september 1953           | West-Java   |
| IV     | 1957 | Makassar  | Zuid-Celebes    | 27 september – 6 oktober 1957  | Jakarta     |
| V      | 1961 | Bandung   | West-Java       | 23 september – 1 oktober 1961  | West-Java   |
| VI     | 1965 | Jakarta   | Jakarta         | 8 oktober – 10 november 1965   |             |
| VII    | 1969 | Surabaya  | Oost-Java       | 26 augustus – 6 september 1969 | Jakarta     |
| VIII   | 1973 | Jakarta   | Jakarta         | 4–15 augustus 1973             | Jakarta     |
| IX     | 1977 | Jakarta   | Jakarta         | 23 juli – 3 augustus 1977      | Jakarta     |
| X      | 1981 | Jakarta   | Jakarta         | 19–30 september 1981           | Jakarta     |
| XI     | 1985 | Jakarta   | Jakarta         | 9–20 september 1985            | Jakarta     |
| XII    | 1989 | Jakarta   | Jakarta         | 18–28 oktober 1989             | Jakarta     |
| XIII   | 1993 | Jakarta   | Jakarta         | 9–19 september 1993            | Jakarta     |
| XIV    | 1996 | Jakarta   | Jakarta         | 9–25 september 1996            | Jakarta     |
| XV     | 2000 | Soerabaja | Oost-Java       | 19 juni – 1 juli 2000          | Oost-Java   |
| XVI    | 2004 | Palembang | Zuid-Sumatra    | 2–14 september 2004            | Jakarta     |
| XVII   | 2008 | Samarinda | Oost-Kalimantan | 6–17 juli 2008                 | Oost-Java   |
| XVIII  | 2012 | Pekanbaru | Riau            | 9–20 september 2012            | Jakarta     |
| XIX    | 2016 | Bandung   | West-Java       | 17–29 september 2016           | West-Java   |
| XX     | 2020 | Jayapura  | Papoea          | 2–31 oktober 2021              |             |